# Aurelio Mosquera
Aurelio Mosquera Narváez (Quito, 2 agosto 1883 – Quito, 17 novembre 1939) è stato un politico ecuadoriano.
È stato Presidente dell'Ecuador dal 2 dicembre 1938 al 17 novembre 1939. Era esponente del Partido Liberal Radical Ecuatoriano, di stampo liberale.